# Mensonge et Sortilège
Mensonge et sortilège est le premier roman d’ Elsa Morante publié sous ce titre en 1948, mais écrit depuis 1943 (année de sa publication chez l'éditeur Giulio Einaudi Editore, sous le titre de Storia di mia nonna (« Histoire de ma grand-mère »). Il s'agit d'une des apparitions très inattendues dans le champ de la littérature italienne du milieu du XXe siècle. La voix narrative est celle d'Elisa, la protagoniste du livre qui raconte son histoire « plus pour les atmosphères que pour l'intrigue ». 
Sur la tonalité du mélodrame, tout se présente comme si c'était un roman du XIXe siècle « situé au XXe siècle », comme en témoignent la structure en parties et chapitres, ainsi que les didascalies introduisant les chapitres. En ce sens, il s'agit d'une opération volontaire visant à faire perdre au récit son caractère « actuel » et de placer Elisa parmi les personnages « ineptes » - cette fois-ci au féminin - au sein d'une littérature délibérément « peu fiable » en matière d'histoire et de réalisme.   

## Résumé
Le roman retrace l'histoire d'une famille sur une vingtaine d'années, située dans une ville du Sud de l'Italie, très probablement en Sicile. 
Le récit est raconté par Elisa, qui se retrouve seule après le décès de sa mère adoptive Rosaria, et raconte la vie de ses parents et de ses grands-parents. 
Anna est fille d'un noble déchu, Teodoro Massia di Corullo, et d'une enseignante, Cesira. Un amour passionné naît entre elle et son cousin Edoardo Cerentano di Paruta, très riche.  
Anna ne l'a jamais oublié depuis qu'elle l'a aperçu sur une calèche avec sa tante, Concetta Cerentano.  
Désormais adulte, elle le retrouve devant une chocolaterie par une journée de neige tout à fait inhabituelle. Mais il s'agit d'un amour amer, morbide car le cousin, capricieux et despotique, se plait à la torturer et à l'humilier sans cesse. Pendant qu'ils se fréquentent, Edoardo noue une solide amitié avec Francesco De Salvi, un jeune étudiant fils de paysans modestes qui prétend être un baron. Le récit passe alors à l'histoire des parents de Francesco, Alessandra et Damiano, qui comptent parmi les rares personnages positifs du roman. Par ailleurs, Francesco a le visage ravagé par la variole, raison pour laquelle il a du mal à avoir des relations amicales et amoureuses. La seule personne qu'il fréquente est la jeune prostituée Rosaria, une femme voluptueuse et enjouée, qui l’aime profondément, même si elle le trahit parfois. 
Edward présente Anna à Francesco. Celui-ci en tombe amoureux, et se met à mépriser et maltraiter Rosaria.  
Une nuit, Edoardo vient sous la fenêtre d'Anna pour lui chanter une nouvelle sérénade. Pour la première fois, elle descend le rejoindre et il la demande en mariage. Mais le lendemain, Edoardo est atteint d'une forte fièvre : c'est la tuberculose. Il quitte la ville sans donner d'explications à Anna et Francesco. Anna méprise Francesco mais c'est son seul lien avec Edoardo et elle continue à le voir. À la suite de fortes difficultés financières, Anna acceptera finalement de l'épouser. 
Ce mariage nous mène à la naissance d'Elisa, narratrice de toute l'histoire, qui, comme son père, adore sa mère. Mais Anna y est complètement indifférente, elle continue à détester son mari et à ne penser qu'à Edward. 
Une dizaine d'années s'écoule, Rosaria revient en ville. Elle a jusque-là vécu à Rome et, grâce à son travail, a accumulé une petite fortune. Toujours amoureuse de Francesco, elle fait tout pour qu'il reste son amant et quoiqu'il continue à l'humilier, ils se voient tous les dimanches après-midi.  
Anna apprend qu'Edoardo est mort de la tuberculose.  Dans son désespoir, elle cherche à nouer contact avec la tante Concetta. Les deux femmes trouvent une certaine complicité en lisant les lettres qu'Anna a écrites à elle-même pour se consoler : elle prétendent qu'Edoardo les a écrites, qu'il est toujours en vie. Elles trouvent une consolation à vivre dans la fiction.  Dans ce délire entre folie, visions et réalité, Anna avoue à Francesco qu'elle l'a trahi et qu'elle ne l'a jamais aimé. La situation dégénère en quelques semaines : Francesco meurt dans un accident et Anna tombe dans une frénésie mentale qui la mènera à sa mort. Restée seule, Elisa est accueillie chez Rosaria, la seule qui pour la première fois, lui accorde des attentions et de l'amour.

## Éditions
- Elsa Morante, Menzogna e sortilegio, Einaudi, 1948, 711 p.
- Elsa Morante, Menzogna e sortilegio, Mondadori, 1966, 831 p.
- Elsa Morante, Menzogna e sortilegio, Einaudi, 1975, 711 p.
- Elsa Morante, Menzogna e sortilegio, Einaudi, 1994, 711 p.

## Traductions
- Trad. Anglais par Adrienne Foulke et Andrew Chiappe, Maison des menteurs, 1951
- Trad. Français de Michel Arnaud, Mensonge et sortilège, 1967
- Trad. Polonais de Jerzy Kierst, Kłamstwo i czary, 1968
- Trad. Allemand de Hanneliese Hinderberger, Lüge und Zauberei, 1968
- Trad. Slovène Varka i carolija, 1972
- Trad. Danois de Jytte Lollesgaard, Løgn og trolddom, 1989
- Trad. Hébreu de Miryam Shuserman-Padovʼano, Kazav e-kishuf, 2000
- Trad. Espagnol par Ana Ciurans Ferrándiz, Mentira et sortilège, 2012